# 하우스턴가

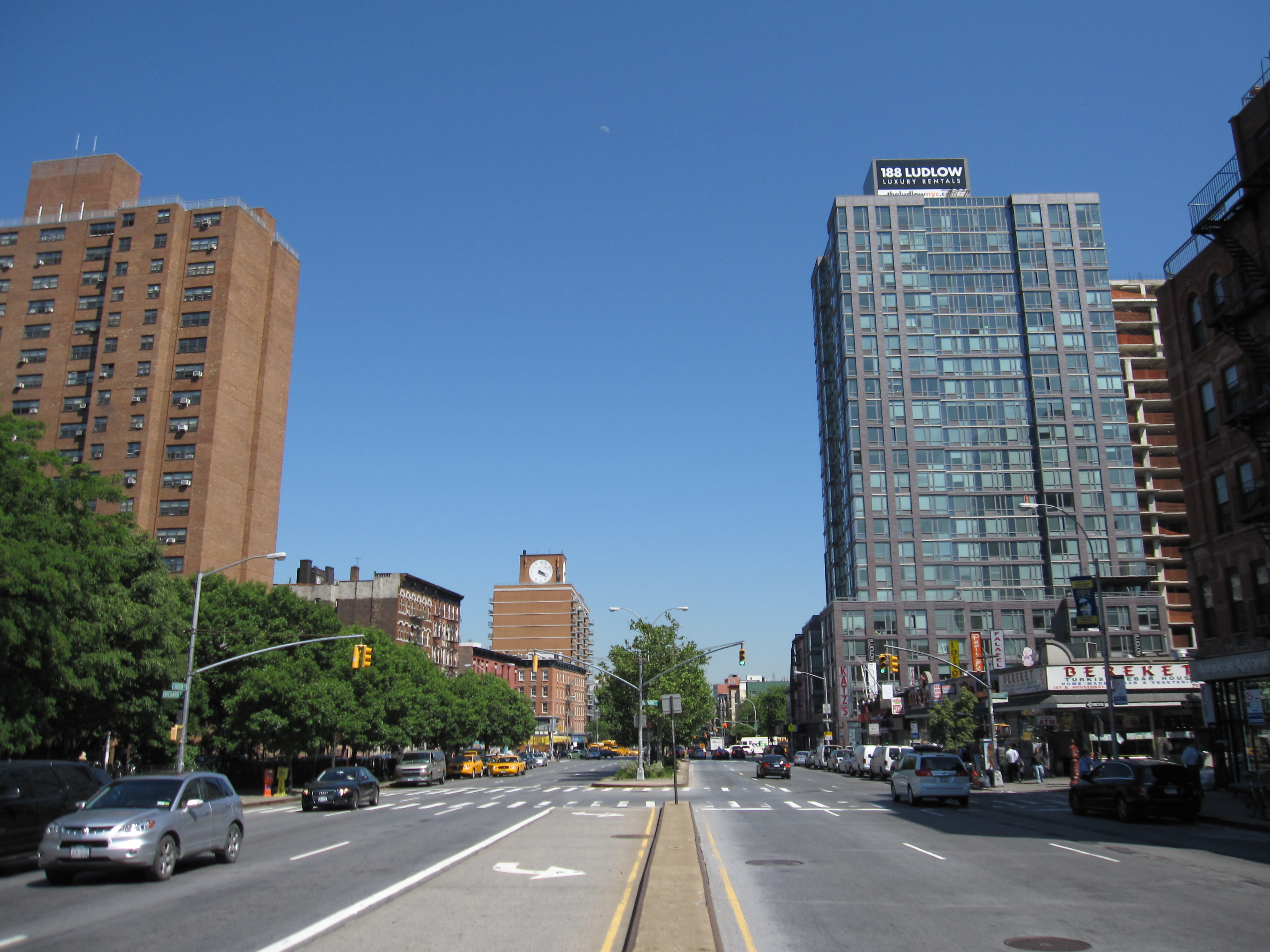
Orchard 거리에서 동쪽을 바라본 모습

하우스턴 가(영어: Houston Street /ˈhaʊstən/)는 미국 뉴욕주 뉴욕 맨해튼에 있는 거리이다. 현재 하우스턴 가는 브로드웨이를 기준으로 이스트하우스턴 가와 웨스트하우스턴 가로 나뉘어 있다. 웨스트하우스턴 가의 양쪽에 위치하는 지역 이름은 하우스턴 가로부터 파생되어 소호(South of Houston)와 노호(North of Houston)라고 한다. 하우스턴 가의 시점은 FDR Drive이며, 종점은 Route 9A이다. 길 이름은 옛날 미국 정치인인 윌리엄 하우스턴(William Houstoun)에서 따왔다. 미국 텍사스주의 가장 큰 도시인 휴스턴과 영어 철자가 동일하지만 발음은 해당 기사에 나타낸 대로 서로 상이하다.